# Vallebona
Vallebona (Valebòna in ligure) è un comune italiano di 1 234 abitanti della provincia di Imperia in Liguria.

## Geografia fisica
Il territorio di Vallebona è l'abitato principale della valle del rio Borghetto, all'incrocio di diversi itinerari diretti alle comunità di Vallecrosia e Sasso di Bordighera. Il centro vallebonese, ubicato su un pendio, conserva le tipiche architetture delle case in pietra e il reticolo di carruggi e piazzette principali.
I terrazzamenti che circondano l'agglomerato urbano sono utilizzate per la maggiore nella coltivazione floricola di ginestre, di mimose, di ulivi e vigne. Tra le vette del territorio vallebonese il monte Nero (606 m).

## Storia

Mappa del Dipartimento delle Alpi Marittime nel 1805, con Vallebona nel cantone di Bordighera.

Il borgo fu fondato molto probabilmente nel medioevo, grazie alla favorevole valle che risultò fertile e ben coltivabile, da cui ne trarrebbe il toponimo di vallis bona. 
Esiste la copia di un documento datato al 954, in cui un marchese Guido, conte imperiale di Ventimiglia, in partenza per la Spagna per portare aiuto a re Alfonso (in subsidium illustris D.ni Ildefonsi, regis Hispanie) che combatteva contra perfidos Saracenos, avrebbe donato in feudo delle proprietà situate a Seborga e a Vallebona ai monaci benedettini dell'abbazia di Lerino. Nel documento vengono anche citati un "Luigi, imperatore dei Romani", Tommaso, comite Sabaudie (nonché fratre uxoris mee) e un Raimondo, marchione Montisferrati, ovvero personaggi e titoli inesistenti nell'anno 954..
Tuttavia, una donazione del feudo di Castrum Sepulchri di Seborga (comprendente anche Vallebona) a Lerino, da parte di un Guido conte di Ventimiglia, non databile nel 954, sembra ritenuta valida nel corso di un processo risalente al 1177, conservato in copia autentica dell'anno 1305. Infatti, nella seconda metà del XII secolo il comune di Ventimiglia pretese che il feudo di Seborga diventasse parte del proprio territorio. Iniziò quindi una causa con l'abate di Lerino e il 13 luglio 1177 fu emessa la sentenza da parte del vescovo di Ventimiglia e dei consoli ventimigliesi che riconobbero il lascito del conte Guido, in base all'atto di donazione (quod per privelugium bullatum bulla dicti comitis comprobabat) e alla testimonianza di dodici maggiorenti locali. La maggioranza degli storici accademici ammette l'autenticità dell'atto del 1177, ma non mancano autorevoli autori che pongono in discussione anche l'atto del 1177 ritenendolo un falso dell'anno 1305.
Nel 1181 la Repubblica di Genova, che aveva esteso i suoi domini sino a Nizza, dichiarò di assumere la protezione delle isole di Lerino e quindi anche del feudo di Seborga; in realtà, di fatto continuò a dipendere politicamente e amministrativamente come altri borghi e villaggi della Liguria occidentale dalla Contea di Provenza sotto il dominio dei conti di Ventimiglia che assoggettarono il paese fino al 1686.
Da tale data aderì alla Magnifica Comunità degli Otto Luoghi assieme ai centri di Bordighera, Borghetto San Nicolò, Camporosso, San Biagio, Sasso e Soldano; una comunità indipendente, ma sotto il controllo della Repubblica di Genova, che si autogovernò fino alla dominazione napoleonica di fine Settecento.
Con la dominazione francese la municipalità di Vallebona rientrò nel cantone di Bordighera nella giurisdizione delle Palme, con Sanremo come capoluogo; nel 1802 passò nel cantone di Ventimiglia nella giurisdizione degli Ulivi (capoluogo Oneglia). Dal 1805, con il passaggio della Repubblica Ligure nel Primo Impero francese, venne assoggetta al cantone bordigotto del Dipartimento delle Alpi Marittime.
Fu annesso al Regno di Sardegna nel 1815 dopo il Congresso di Vienna del 1814, a seguito della caduta di Napoleone Bonaparte. Facente parte del Regno d'Italia dal 1861, dal 1859 al 1926 il territorio fu compreso nel I mandamento di Bordighera del circondario di Sanremo facente parte della provincia di Nizza (poi provincia di Porto Maurizio e, dal 1923, di Imperia).
Dal 1973 al 2011 ha fatto parte della Comunità montana Intemelia.

### Simboli
Gonfalone

## Monumenti e luoghi d'interesse

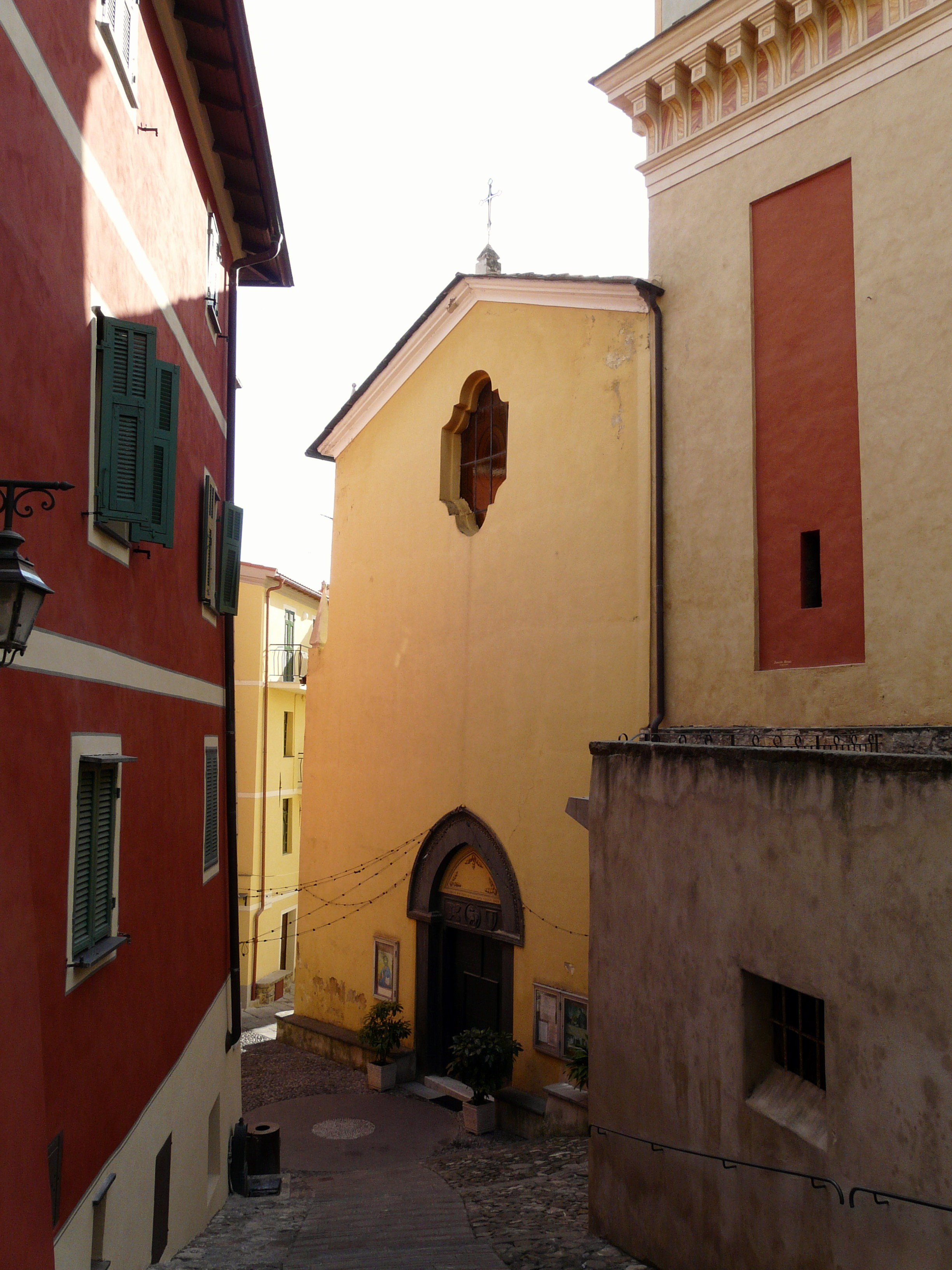
La chiesa parrocchiale di San Lorenzo nel centro storico vallebonese

### Architetture religiose
- Chiesa parrocchiale di San Lorenzo nel centro storico di Vallebona. Eretta nelle forme primarie nel corso del XIII secolo, rimane ad oggi della precedente struttura solo il tozzo e quadrato campanile in pietra a vista. All'esterno della parrocchiale vi è il portale scolpito in ardesia, con l'architrave datato al 1458. Conserva un dipinto di Giulio De Rossi del 1550.
- Oratorio della Natività di Maria nel centro storico di Vallebona. Fu progettato in stile barocco dall'architetto Andrea Notari. Al suo interno sono conservate due opere pittoriche quali una pala, posta sovrastante l'altare e raffigurante la Natività di Maria, e nella volta un affresco ritraente l'Assunta. Entrambe le opere sono state realizzate dal pittore Maurizio Carrega tra il 1781 e il 1785.

## Società

### Evoluzione demografica
Abitanti censiti

### Etnie e minoranze straniere
Secondo i dati Istat al 31 dicembre 2019, i cittadini stranieri residenti a Vallebona sono 116, così suddivisi per nazionalità, elencando per le presenze più significative:
1. Romania, 23

## Cultura

### Musica
- Banda musicale di Vallebona, fondata nel 1735[16] come da atti vescovili.

## Geografia antropica
Il territorio comunale è costituito dal solo capoluogo per una superficie territoriale di 5,88 km².
Confina a nord con il comune di Perinaldo, a sud con Bordighera, ad ovest con San Biagio della Cima, Soldano e Vallecrosia, e ad est con Seborga e Ospedaletti.

## Economia

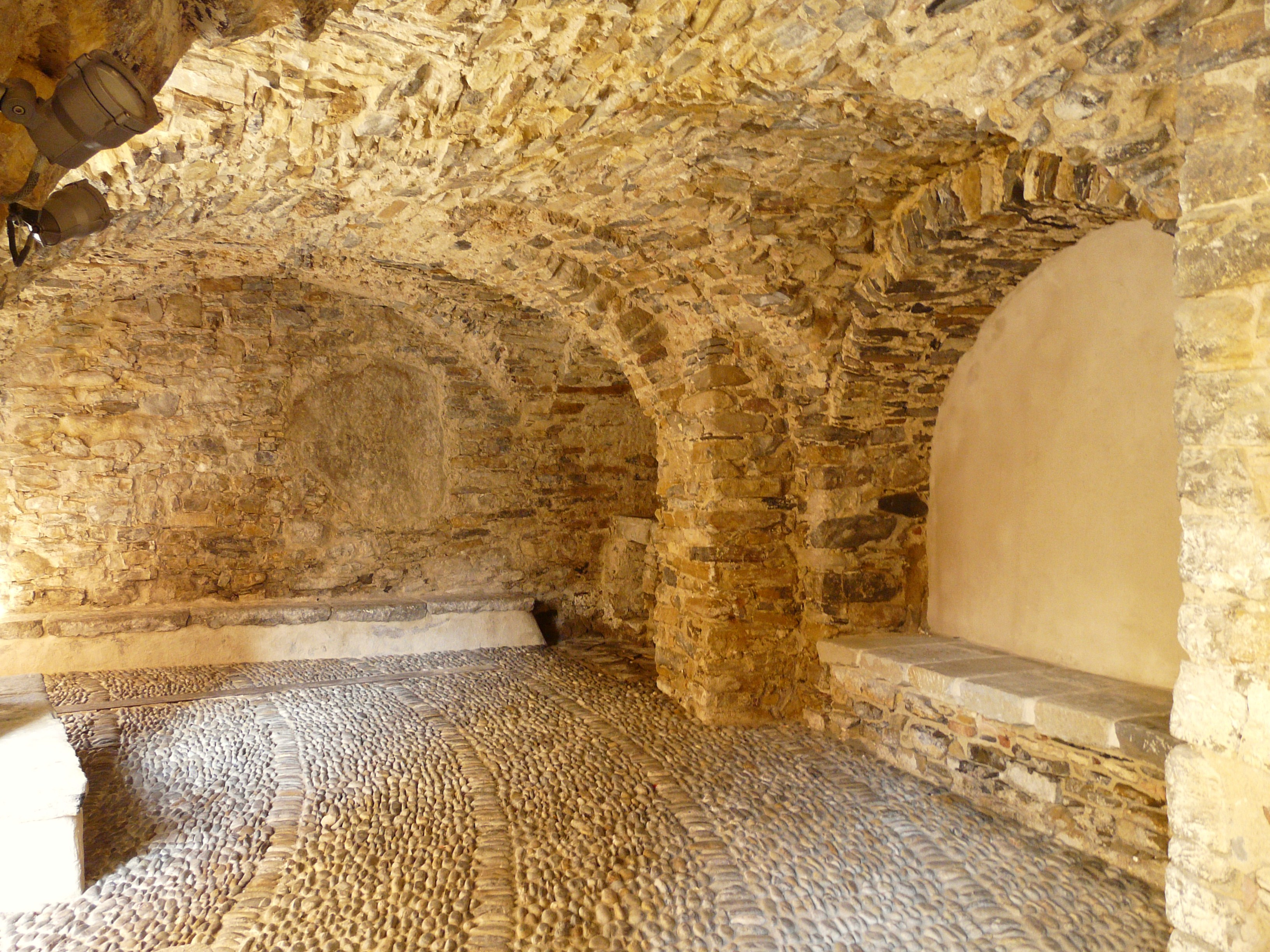
La loggia del centro storico vallebonese

Le principali risorse economiche del territorio vallebonese sono legate all'attività agricola, prettamente coltivazioni di ortaggi, vite e ulivi, nonché la pratica della floricoltura.

## Infrastrutture e trasporti

### Strade
Il territorio comunale è attraversato principalmente dalla strada provinciale 58 che permette il collegamento stradale con la frazione bordigotta di Borghetto San Nicolò, a sud, e Perinaldo verso nord dove la provinciale prosegue come SP 57.

## Amministrazione

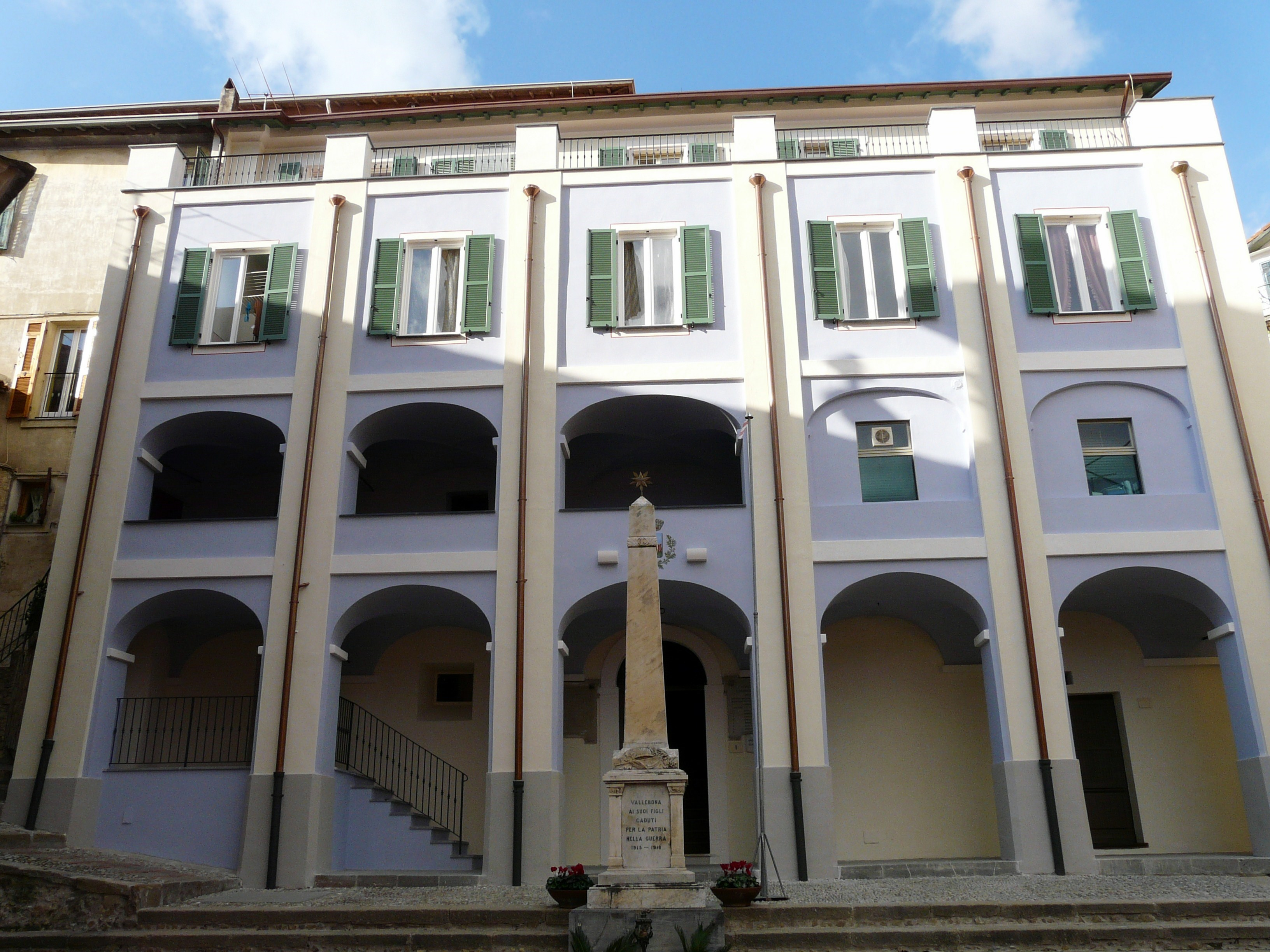
Il municipio

| Periodo        | Periodo        | Primo cittadino    | Partito                      | Carica  | Note |
| -------------- | -------------- | ------------------ | ---------------------------- | ------- | ---- |
| 2 luglio 1985  | 21 maggio 1990 | Dario Lanteri      | Democrazia Cristiana         | Sindaco |      |
| 15 giugno 1990 | 24 aprile 1995 | Dario Lanteri      | Democrazia Cristiana         | Sindaco |      |
| 24 aprile 1995 | 14 giugno 1999 | Enrico Lanteri     | lista civica di centro       | Sindaco |      |
| 14 giugno 1999 | 14 giugno 2004 | Mirco Guglielmi    | lista civica                 | Sindaco |      |
| 14 giugno 2004 | 8 giugno 2009  | Mirco Guglielmi    | lista civica                 | Sindaco |      |
| 8 giugno 2009  | 26 maggio 2014 | Roberta Guglielmi  | Per Vallebona (lista civica) | Sindaco |      |
| 26 maggio 2014 | 26 maggio 2019 | Roberta Guglielmi  | Per Vallebona (lista civica) | Sindaco |      |
| 27 maggio 2019 | 10 giugno 2024 | Roberta Guglielmi  | Per Vallebona (lista civica) | Sindaco |      |
| 10 giugno 2024 | in carica      | Alessandro Lanteri | Per Vallebona (lista civica) | Sindaco |      |